# Gymnastique artistique aux Jeux olympiques d'été de 2008 - Qualifications hommes
Pour un article plus général, voir Gymnastique artistique aux Jeux olympiques d'été de 2008.
Navigation
Athènes 2004 Londres 2012
Les épreuves de qualification de gymnastique artistique hommes aux Jeux olympiques de 2008 se sont déroulées le 9 août 2008.

## Qualification hommes par équipes
| Classement | Pays         | Pts     |
| ---------- | ------------ | ------- |
| 1          | Chine        | 374.675 |
| 2          | Japon        | 369.550 |
| 3          | Russie       | 366.225 |
| 4          | Corée du Sud | 365.675 |
| 5          | Allemagne    | 365.675 |
| 6          | États-Unis   | 365.200 |
| 7          | France       | 361.200 |
| 8          | Roumanie     | 359.350 |
| 9          | Canada       | 358.975 |
| 10         | Biélorussie  | 357.950 |
| 11         | Espagne      | 357.925 |
| 12         | Italie       | 355.500 |

## Qualification hommes individuelle
| Classement | Nom                          | Pts    |
| ---------- | ---------------------------- | ------ |
| 1          | Yang Wei                     | 93.875 |
| 2          | Fabian Hambüchen             | 92.425 |
| 3          | Kim Dae-eun                  | 92.400 |
| 4          | Kohei Uchimura               | 92.050 |
| 5          | Koki Sakamoto                | 91.950 |
| 6          | Hiroyuki Tomita              | 91.900 |
| 7          | Sergey Khorokhordin          | 91.800 |
| 8          | Jonathan Horton              | 91.650 |
| 9          | Chen Yibing                  | 91.600 |
| 10         | Benoît Caranobe              | 90.925 |
| 11         | Rafael Martinez              | 90.800 |
| 12         | Dmitri Savitski              | 90.650 |
| 13         | Luis Rivera Rivera           | 90.600 |
| 14         | Maxim Devyatovskiy           | 90.350 |
| 15         | José Luis Fuentes Bustamante | 90.325 |
| 16         | Flavius Koczi                | 90.175 |
| 17         | Yury Ryazanov                | 92.425 |
| 18         | Kim Soo-myun                 | 89.900 |
| 19         | Alexander Artemev            | 89.725 |
| 20         | Nathan Gafuik                | 89.725 |
| 21         | Philipp Boy                  | 89.475 |
| 22         | Yang Tae-young               | 89.300 |
| 23         | Anton Fokin                  | 89.275 |
| 24         | Adam Wong                    | 91.600 |
| 25         | Daniel Keatings              | 88.950 |
| 26         | Enrico Pozzo                 | 88.675 |
| 27         | Thomas Bouhail               | 88.550 |
| 28         | Dimitri Karbanenko           | 88.500 |
| 29         | Alexander Shatilov           | 87.800 |
| 30         | Hamilton Sabot               | 87.750 |
| 31         | Matteo Morandi               | 87.575 |
| 32         | Daniel Popescu               | 87.300 |
| 33         | Denis Savenkov               | 87.025 |
| 34         | Kim Seung-il                 | 87.000 |
| 35         | Claudio Capelli              | 86.550 |
| 36         | Adrian Bucur                 | 86.475 |
| 37         | Sascha Palgen                | 86.075 |
| 38         | Razvan Selariu               | 85.975 |
| 39         | Sam Simpson                  | 85.625 |
| 40         | Sergio Munoz                 | 85.500 |
| 41         | Louis Smith                  | 85.325 |
| 42         | Jorge Hugo Giraldo           | 84.650 |
| 43         | Koen van Damme               | 84.625 |
| 44         | Mohamed Srour                | 81.200 |
| 45         | Li Xiaopeng                  | 78.500 |
| 46         | Xiao Qin                     | 76.700 |
| 47         | Dmitry Kasperovich           | 76.225 |
| 48         | Takuya Nakase                | 76.025 |
| 49         | Marcel Nguyen                | 75.825 |
| 50         | Joey Hagerty                 | 75.650 |
| 51         | Justin Spring                | 75.650 |
| 52         | Raj Bhavsar                  | 75.350 |
| 53         | Evgenij Spiridinov           | 75.000 |
| 54         | David Kikuchi                | 74.300 |
| 55         | Ivan San Miguel              | 73.925 |
| 56         | Robert Juckel                | 73.925 |
| 57         | Anton Golotsutskov           | 73.850 |
| 58         | Manuel Carballo              | 72.325 |
| 59         | Andrea Coppolino             | 71.425 |
| 60         | Nikolay Kryukov              | 62.275 |
| 61         | Takehiro Kashima             | 61.100 |
| 62         | Kim Jihoon                   | 60.325 |
| 63         | Kyle Shewfelt                | 60.050 |
| 64         | Matteo Angioletti            | 59.950 |
| 65         | Grant Golding                | 59.700 |
| 66         | Isaac Botella                | 59.525 |
| 67         | Gervasio Deferr              | 59.225 |
| 68         | Aleksandr Tsarevich          | 58.775 |
| 69         | Alberto Busnari              | 57.650 |
| 70         | Igor Kozlov                  | 56.900 |
| 71         | Marian Dragulescu            | 47.350 |
| 72         | Zou Kai                      | 47.000 |
| 73         | Huang Xu                     | 46.675 |
| 74         | Brandon O'Neill              | 45.975 |
| 75         | Thomas Andergassen           | 45.100 |
| 76         | Kai Wen Tan                  | 44.250 |
| 77         | Igor Cassina                 | 43.925 |
| 78         | Robert Stanescu              | 43.875 |
| 79         | Konstantin Pluzhnikov        | 43.675 |
| 80         | Danny Pinheiro Rodrigues     | 43.400 |
| 81         | Nashwan Al-Harazi            | 41.175 |
| 82         | Robert Gal                   | 39.550 |
| 83         | Diego Hypolito               | 32.050 |
| 84         | Yann Cucherat                | 31.850 |
| 85         | Yoo Won-chul                 | 31.725 |
| 86         | Makoto Okiguchi              | 31.025 |
| 87         | Filip Ude                    | 30.250 |
| 88         | Vlasios Maras                | 29.900 |
| 89         | Valeriy Goncharov            | 29.850 |
| 90         | DannyIlia Giorgadze          | 29.775 |
| 91         | Christoph Scharer            | 28.500 |
| 92         | Aleksei Ignatovich           | 28.075 |
| 93         | Martin Konecny               | 26.775 |
| 94         | Leszek Blanik                | 16.700 |
| 95         | Iordan Iovtchev              | 16.275 |
| 96         | Oleksandr Vorobiov           | 16.250 |
| 97         | Mitja Petkovsek              | 16.125 |
| 98         | Epke Zonderland              | 15.750 |